# スター・マイカ・ホールディングス
スター・マイカ・ホールディングス株式会社は、東京都港区に本社を置く不動産会社グループの持株会社。東証プライム上場。

## 概要
100%子会社のスター・マイカ株式会社を中核に、中古マンション事業、インベストメント事業、アドバイザリー事業の3つの事業を展開している。

## 沿革
スター・マイカ株式会社
- 2001年 - 不動産の賃貸を目的として株式会社扇インベストメント設立
- 2002年 - 商号をスター・マイカ株式会社に変更
- 2006年 - 大阪証券取引所ヘラクレス市場（現・ジャスダック）に上場
- 2007年 - スター・マイカ・アセットマネジメント株式会社を設立
- 2008年 - ファン・インベストメント株式会社を設立
- 2010年 - 明和地所よりクリオレミントンビレッジ国立イースト棟（134戸）取得[1]
- 2011年 - 第19回ジェルコリフォームデザインコンテストにて全国大会新人賞を受賞[2]
- 2011年 - 一橋大学より第11回ポーター賞受賞[3]
- 2012年 - スター・マイカ・レジデンス株式会社を設立
- 2015年 - 東京証券取引所第二部に市場変更
- 2017年7月14日 - 東京証券取引所第一部に市場変更
- 2019年5月29日 - 東京証券取引所第一部上場廃止

スター・マイカ・ホールディングス株式会社
- 1998年7月 - 有価証券の保有及び運用を目的として株式会社オフィス扇設立
- 2018年11月 - スター・マイカ・ホールディングス株式会社に商号変更
- 2019年6月 - 株式交換によりスター・マイカを子会社化し、持株会社体制に移行。東京証券取引所市場第一部に上場[4]

## 関連会社
- スター・マイカ株式会社
- スター・マイカ・アセットマネジメント株式会社
- スター・マイカ・レジデンス株式会社
- スター・マイカ・プロパティ株式会社
- スター・マイカ・アセット・パートナーズ株式会社
- SMAiT株式会社